# Проспект (спорт)
В спорте проспектом является любой молодой профессиональный спортсмен, начинающий свою профи-карьеру, который по мнению спортивных специалистов имеет потенциал для того, чтобы со временем показать выдающийся спортивный результат и вырасти в мировую «звезду» данного спорта. Например, в индивидуальных видах спорта — это молодой спортсмен, который имеет большие шансы в перспективе ближайших нескольких лет побороться за титул чемпиона мира и, возможно, завоевать его, а в командных видах спорта стать одним из основных «звёздных» игроков известной профессиональной спортивной команды из главных профессиональных спортивных лиг которая борется за чемпионские звания, высшие титулы или высшие профессиональные кубки и иногда завоевывает их.

## Бокс
В боксе проспектом является любой молодой (в возрасте примерно до 35 лет) боксёр-профессионал который в перспективе ближайших нескольких лет имеет большие шансы побороться за титул чемпиона мира и, возможно, завоевать его по версии  как минимум одной из профессиональных боксёрских организаций, например: WBC, WBA, WBO, IBF.

## Командные виды спорта
В командном виде спорта проспектом является любой игрок, чьи права принадлежат профессиональной команде, но который ещё не выступает за эту команду или не имеет с ней контракта. Проспектов часто отправляют выступать за фарм-клуб основной команды. Кроме того, они могут принять решение вернуться в колледж и играть за него.
Команды из главных профессиональных спортивных лиг также могут продавать и обменивать проспектов сами по себе или с помощью драфта. Команды, которые продают нескольких своих звёздных игроков для приобретения проспектов других команд, иногда называют «Пожарными продавцами».

### Хоккей в Северной Америке
В североамериканском хоккее проспект, как правило, это молодой игрок, который был задрафтован и/или подписан клубом Национальной хоккейной лиги, и отправленный для развития в фарм-клуб в одну из более низших лиг. Такими лигами развития являются Американская хоккейная лига и Хоккейная лига Восточного побережья. Кроме этих лиг проспекты, выбранные на драфте НХЛ, могут продолжать играть за команду которая задрафтовала их в Канадской хоккейной лиге (в которую входят Хоккейная лига Онтарио, Главная юниорская хоккейная лига Квебека и Западная хоккейная лига), NCAA, Хоккейной лиге США или в различных европейских лигах — таких как Континентальная хоккейная лига.